# 今田卓爾
今田 卓爾（いまだ たくじ、1894年（明治27年）4月2日 - 没年不明)は、大正から昭和時代前期の台湾総督府官僚。澎湖庁長。

## 経歴・人物
岡山県に生まれる。旧制私立金光中学（現：金光学園高等学校）旧制第六高等学校を経て、警視庁に入る。1916年（大正5年）6月、警視庁巡査を振り出しに警部補、警部に進み、1928年（昭和3年）8月に台湾総督府警務局保安課勤務に転じる。ついで、警務局警務課長、税関事務官、高雄支署長を経て、1936年（昭和11年）10月に総督府営林所庶務課長となった。さらに1939年（昭和14年）1月、澎湖庁長に就任した。